# Bistum Kalay
Das Bistum Kalay (lat.: Dioecesis Kalayensis) ist eine in Myanmar gelegene römisch-katholische Diözese mit Sitz in Kalay.

## Geschichte
Das Bistum Kalay wurde am 22. Mai 2010 durch Papst Benedikt XVI. mit der Apostolischen Konstitution Ad aptius aus Gebietsabtretungen des Bistums Hakha errichtet und dem Erzbistum Mandalay als Suffraganbistum unterstellt. Erster Diözesanbischof wurde Felix Lian Khen Thang, zuvor Weihbischof in Hakha.